# Газіура

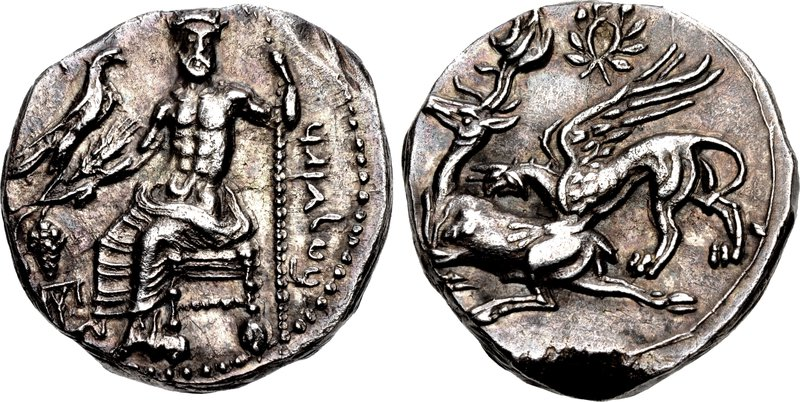
Монета Аріарата I. Аверс B'L GZYR («Баал з газіури» арамейською). 333—332 роки до н.е

Газіура (Γαζίουρα) — місто в історичній області Понт, на річці Єшиль-Ирмак, де вона повертає на північ. Деякі дослідники співсталяють Газіуру з фортецею Талаура, інші з Іборою, інші з сучасним містом Турал.
Це була давня резиденція королів Понту, але в час Страбона там була пустеля (Strab. xii.) Діон Кассій (xxxv. 12) позначає це як місце, де Мітрідат Євпатор зайняв свої позиції проти римських тріарій (Comp. Пліній vi. 2.)